# Anacharsis Cloots

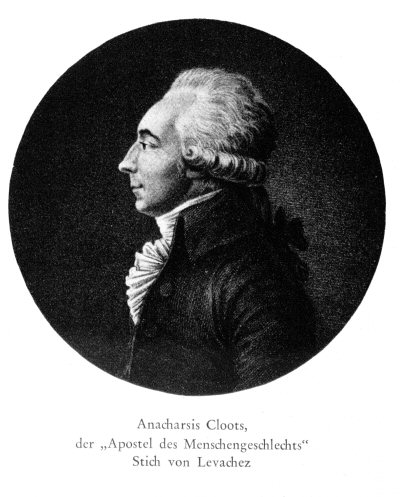
Anacharsis Cloots

Jean Baptiste (Anacharsis) du Val-de-Grâce, baron du Cloots, född 24 juni 1755, död 24 mars 1794, var en fransk revolutionspolitiker.
Baron Cloots föddes i Tyskland, och kom som ung till Frankrike och fångades av den radikala upplysningsfilosofins läror. Han var en varm anhängare av franska revolutionen och var en flitig talare i jakobinklubben och en produktiv revolutionär författare. Baron Cloots tillhörde den radikala gruppen och betonade mer än andra revolutionens universala karaktär och såg en världsomspännande revolutionär republik som målet.
Han gjorde sig känd genom flera dramatiska utspel, som när han lät föra fram en mängd representanter för olika främmande folk, för att låta dessa förklara sin anslutning till revolutionen, samt då han förklarade sig som Kristus personlige fiende. 1792 erhöll han franskt medborgarskap och invalde samma år i konventet. Han tillhörde där bergets vänstra flygel, och avrättades i samband med Robespierres maktövertagande tillsammans med hébertisterna, trots att han egentligen inte tillhörde dessa.